# Mihály Csíkszentmihályi
Mihály Csíkszentmihályi ([ˈmihaːj ˈt͡ʃiːksɛntmihaːji]; Fiume, 29 settembre 1934 – Claremont, 20 ottobre 2021) è stato uno psicologo ungherese emigrato negli Stati Uniti d'America all'età di 22 anni con tutta la famiglia per motivi politici. Autore di studi sulla felicità e sulla creatività, laureato all'Università di Chicago (dove poi rimase come docente), introdusse in psicologia i concetti di flusso, uno stato mentale altamente concentrato che favorisce la produttività,  e di esperienza autotelica.

## Biografia
Mihály Robert Csíkszentmihályi nacque il 29 settembre 1934 a Fiume, allora parte del Regno d'Italia. Il suo cognome deriva dal nome ungherese (Csíkszentmihály) del villaggio di Mihăileni, in Transilvania. Era il terzo figlio di un diplomatico di carriera presso il consolato ungherese a Fiume.  Nel 1944, quando Csíkszentmihályi aveva dieci anni, uno dei suoi due fratellastri più grandi fu ucciso durante l'assedio di Budapest, e l'altro, Moricz, fu mandato nei campi di lavoro in Siberia dai sovietici. Decenni dopo, Mihaly e Moricz si riunirono a Budapest.
Suo padre fu nominato ambasciatore ungherese in Italia poco dopo la seconda guerra mondiale, trasferendo la famiglia a Roma. Quando i comunisti presero il potere in Ungheria nel 1949, il padre di Csíkszentmihályi si dimise piuttosto che scegliere di lavorare per il regime. Il regime comunista rispose espellendo suo padre e privando la famiglia della cittadinanza ungherese. Per guadagnarsi da vivere, suo padre aprì un ristorante a Roma e Csíkszentmihályi abbandonò la scuola per aiutare con il reddito familiare. In questo periodo, il giovane Csíkszentmihályi, che in un viaggio in Svizzera, vide Carl Jung tenere una conferenza sulla psicologia degli avvistamenti UFO.
Csíkszentmihályi emigrò negli Stati Uniti all'età di 22 anni, lavorando di notte per mantenersi mentre studiava all'Università di Chicago. Ricevette una laurea nel 1959 e un dottorato di ricerca nel 1965, entrambi dall'Università di Chicago. Insegnò poi al Lake Forest College prima di diventare professore all'Università di Chicago nel 1969.

## Ricerca
Csíkszentmihályi era noto per il suo lavoro nello studio della felicità e della creatività, ma è meglio conosciuto come l'architetto della nozione di flusso e per i suoi anni di ricerca e scrittura sull'argomento. Martin Seligman, ex presidente dell'American Psychological Association, ha descritto Csíkszentmihályi come il principale ricercatore mondiale sulla psicologia positiva. Csíkszentmihályi una volta disse: "La repressione non è la via per la virtù. Quando le persone si trattengono per paura, la loro vita è necessariamente sminuita. Solo attraverso la disciplina liberamente scelta la vita può essere goduta e mantenuta entro i limiti della ragione".  Le sue opere sono influenti e sono ampiamente citate.

### Flusso
Nella sua opera fondamentale, Flow: The Psychology of Optimal Experience, Csíkszentmihályi ha delineato la sua teoria secondo cui le persone sono più felici quando si trovano in uno stato di flusso, uno stato di concentrazione o di completo assorbimento con l'attività a portata di mano e la situazione. È uno stato in cui le persone sono così coinvolte in un'attività che nient'altro sembra avere importanza. Lo stato di flusso è colloquialmente noto come essere nella zona o nel solco. È uno stato ottimale di motivazione intrinseca, in cui la persona è completamente immersa in ciò che sta facendo. Questa è una sensazione che tutti hanno a volte, caratterizzata da una sensazione di grande assorbimento, impegno, realizzazione e abilità, e durante la quale le preoccupazioni temporali (tempo, cibo, ego-sé, ecc.) sono tipicamente ignorate.
In un'intervista con la rivista Wired, Csíkszentmihályi ha descritto il flusso come "essere completamente coinvolto in un'attività fine a sé stessa. L'ego svanisce. Il tempo vola. Ogni azione, movimento e pensiero segue inevitabilmente il precedente, come suonare il jazz. Tutto il tuo essere è coinvolto e stai usando le tue abilità al massimo".
Csíkszentmihályi ha caratterizzato nove stati componenti del raggiungimento del flusso:
- Equilibrio tra sfide e abilità
- Fusione di azione e consapevolezza
- Chiarezza degli obiettivi
- Feedback immediato e inequivocabile
- Concentrazione sul compito da svolgere
- Paradosso del controllo
- Trasformazione del tempo
- Perdita di coscienza di sé
- Esperienza autotelica

Per raggiungere uno stato di flusso, è necessario trovare un equilibrio tra la sfida del compito e l'abilità dell'esecutore. Se il compito è troppo facile o troppo difficile, il flusso non può verificarsi poiché sia il livello di abilità che il livello di sfida devono essere abbinati e alti. Se l'abilità e la sfida sono basse e corrispondenti, ne risulta l'apatia.

### Autotelica
Uno stato che Csíkszentmihályi ha studiato è quello della "personalità autotelica", quella in cui una persona compie atti perché sono intrinsecamente gratificanti, piuttosto che per raggiungere obiettivi esterni. Csíkszentmihályi ha descritto la personalità autotelica come un tratto posseduto da persone che possono imparare a godere di situazioni che la maggior parte degli altri troverebbe miserabili. La ricerca ha dimostrato che gli aspetti associati alla personalità autotelica includono la curiosità, la perseveranza e l'umiltà.

## Vita privata
Csíkszentmihályi sposò Isabella Selega nel 1961.  Ebbe due figli: Christopher Csíkszentmihályi, artista e professore alla Cornell University, e Mark Csíkszentmihályi, presidente del Dipartimento di Lingue e Culture dell'Asia Orientale presso l'Università della California, Berkeley.
Csíkszentmihályi è morto il 20 ottobre 2021 per arresto cardiaco, nella sua casa di Claremont, in California, all'età di 87 anni.

## Premi e riconoscimenti
- 1997 - Eletto all'Accademia americana delle arti e delle scienze. È stato anche membro della National Academy of Education e dell'Academy of Leisure Sciences.[8]
- 2009 - Premio Clifton Strengths.[28]
- 2011 - Premio Széchenyi.[29]
- 2014 - Ordine al merito ungherese.[10]
- 2015 - Prima Primissima.[30]